# 早日渡駅
早日渡駅（はやひとえき）は、かつて宮崎県延岡市北方町早日渡にあった高千穂鉄道高千穂線の駅である。高千穂線の部分廃線に伴い2007年（平成19年）に廃駅となった。

## 歴史
- 1937年（昭和12年）9月3日：国有鉄道日ノ影線の川水流 - 槇峰間延伸により開業[1]。
- 1962年（昭和37年）10月1日：貨物取扱廃止[1]。
- 1972年（昭和47年）7月22日：荷物扱い廃止[2]。無人駅となる[3]。
- 1987年（昭和62年）4月1日：国鉄分割民営化により九州旅客鉄道の駅となる[1]。
- 1989年（平成元年）4月28日：第三セクター転換により高千穂鉄道の駅となる[4]。
- 2005年（平成17年）9月6日：台風14号による被害で高千穂線が全線運休となる。
- 2007年（平成19年）9月6日：延岡 - 槇峰間廃線により廃駅。

## 駅構造
単式ホーム1面1線を持つ無人駅であった。駅舎は公民館に付属した形態だった。

## 利用状況
2003年度の1日平均乗降客は44人であった。

## 駅周辺
- 早日渡簡易郵便局
- 国道218号
- 宮崎県道237号北方高千穂線
- 干支大橋[4]

## 隣の駅
高千穂鉄道
■高千穂線
上崎駅 - 早日渡駅 - 亀ヶ崎駅